# Pinguiophyceae
Pinguiophyceae é uma classe monotípica de heterocontes marinhos, cuja única ordem é Pinguiochrysidales, por sua vez também um táxon monotípico tendo como única família Pinguiochrysidaceae. O grupo inclui 5 espécies de organismos unicelulares.

## Descrição
Os membros da classe Pinguiophyceae são organismos unicelulares caracterizados por uma elevada concentração de ácidos gordos polinsaturdos no seu citoplasma.
As outras características comuns aos membros deste agrupamento são a falta de parede celular e a tendência para a perda de flagelos, mesmo no estágio de zoósporo, o que é incomum entre os heterocontes.
Uma espécie, Polypodochrysis teissieri, ocorre associada a organismos da zona bêntica (por  vezes encontra na mucilagem de algas) e é capaz de produzir loricas com um ou mais colos tubulares. As outras espécies fazem parte do plâncton marinho.

## Taxonomia e sistemática
Na sua presente circunscrição taxonómica a classe Pinguiophyceae (e ordem Pinguiochrysidales) inclui os seguintes géneros e espécies:
- Classe Pinguiophyceae
  - Ordem Pinguiochrysidales Kawachi et al., 2002
    - Família Pinguiochrysidaceae Kawachi et al., 2002
      - Género Glossomastix O’Kelly, 2002
        - Espécie Glossomastix chrysoplasta O’Kelly, 2002[3]

      - Género  Phaeomonas Honda & Inouye, 2002
        - Espécie Phaeomonas parva Honda & Inouye, 2002[4]

      - Género Pinguiococcus Andersen, Potter & Bailey, 2002
        - Espécie Pinguiococcus pyrenoidosus Andersen, Potter & Bailey, 2002[5]

      - Género Polypodochrysis Magne, 1975
        - Espécie Polypodochrysis teissieri Magne, 1975[2]

      - Género Pinguiochrysis Kawachi, Atsumi, Ikemoto & Miyachi, 2002
        - Espécie P. pyriformis Kawachi, Atsumi, Ikemoto & Miyachi, 2002[6]
        - Espécie P. rumoiana Kato & Masuda 2003